# Arundinella tricholepis
Arundinella tricholepis là một loài thực vật có hoa trong họ Hòa thảo. Loài này được B.S.Sun & Z.H.Hu mô tả khoa học đầu tiên năm 1980.